# Sophie Rosentreter
Sophie Rosentreter  (Hamburgo, 19 de dezembro de 1975) é uma apresentadora de televisão e atriz alemã.

## Vida
Sophie Rosentreter frequentou um ginásio em Hamburgo, onde estudou até a décima série com 16 anos de idade. Mais tarde com 23 anos de idade obteve o Abitur.

## Carreira
Em 1992 participou do concurso de modelos "Model ’92" no programa "Gottschalk Late Night" de Thomas Gottschalk. Dentre 25.000 concorrentes ficou entre as Top 10, tendo Heidi Klum vencido a final. Nos anos seguintes fez sucesso internacional como modelo em frente às câmeras e na passarela. Em 1998 ganhou um casting para moderadora da MTV Alemanha. Moderou os programas "Charts", "Hacienda", "Live" e "In Touch", onde realizou mais de 400 entrevistas, entre outras com Christopher Lambert, Jon Bon Jovi, Arnold Schwarzenegger, Christina Aguilera, Steven Tyler e Gwen Stefani. Em 2000 foi modelo da Playboy.
Em 2004 passou para trás das câmeras, trabalhando como redatora livre para a MaraMedia Film- und Fernsehproduktion de Hamburgo e para a Gruner + Jahr.
Em 2010 fundou a instituição "Ilses weite Welt GmbH". Esta organização suporta membros e cuidadores de pessoas com demência.